# نیلوفر هدایت
نیلوفر هدایت (زاده ۱ ژانویه ۱۹۸۸) روزنامه‌نگار و مجری انگلیسی با اصلیت افغان است که میزبان پادکست اصلاح دوره و خبرنگار مباحثات دوحه است. او قبلاً در شبکه‌های بی‌بی‌سی، کانال ۴، نتفلیکس، فیوژن و گاردین کار می‌کرد و اخبار فوری، رویدادهای زنده و تحقیقات عمیق در برخی از خطرناک‌ترین نقاط جهان را پوشش می‌داد. کار او غالباً بر تحولات فرهنگی زنان، کودکان و خانواده‌ها در هنگام درگیری، به ویژه در زادگاهش افغانستان متمرکز است.

## زندگی
هدایت که در سال ۱۹۸۸ در کابل، افغانستان متولد شد، از سرزمین جنگ‌زده‌اش به انگلستان مهاجرت کرد. مادرش که مهندس عمران بود، مشغول نظافت اتاق‌های هتل بود و پدرش، استاد ریاضیات، به عنوان فروشنده فرش کار می‌کرد. هدایت درباره مهاجرتش گفته‌است: «در شمال لندن بزرگ شدم، هویت هرگز یک مسئله بزرگ نبود. من همیشه احساس می‌کردم که می‌توانم آزاد باشم، همانطور که می‌خواهم، در دنیایی احاطه شده‌ام که تفاوت و عجیب بودن در آن هنجار بود.»

## حرفه
در دسامبر ۲۰۱۲، او در برنامه بی‌بی‌سی Celebrity Mastermind ظاهر شد و سوم شد، و هری پاتر به عنوان موضوع تخصصی او بود.
هدایت در سال ۲۰۰۹ به بی‌بی‌سی سه پیوست و در سال ۲۰۱۱ عازم BBC Newsround شد. در سال ۲۰۱۴ وی بی‌بی‌سی را ترک کرد و به عنوان گزارشگر عمومی در کانال ۴ نیوز کار کرد. در سالهای ۲۰۱۵–۱۶ او روی The Traffickers for Lightbox Media کار کرد. او در اواخر سال ۲۰۱۶ به تیم تحقیقاتی Fusion Media پیوست و اکنون مجری تمام وقت فیوژن است.
در سال ۲۰۱۷ او به نام شد دانشگاه متروپولیتن منچستر و مسیر به زبان شمال غرب روزنامه‌نگار سال.

### زنان، عروسی‌ها، جنگ و من
این مستند در سال ۲۰۱۰، به کارگردانی روحی حمید، هدایت را دنبال می‌کند که او برای اولین بار پس از خروج ۱۵ سال قبل به وطن خود بازمی‌گردد. او به عنوان یک نوجوان معمولی انگلیسی معرفی می‌شود، در حال خرید، بیرون رفتن و گذراندن وقت با دوستانش است. برخلاف بسیاری از ۲۱ ساله‌های دیگر، نل همچنین سابقه خود را در افغانستان ریشه دارد، جایی که والدینش در آنجا پرورش یافته‌اند و بیشتر خانواده بزرگ او در حال حاضر در آن زندگی می‌کنند. او تصمیم گرفت به افغانستان بازگردد تا این بخش از هویت خود را کشف کند و دریابد که چگونه زندگی زنان در افغانستان با سقوط طالبان تغییر کرده‌است. همان‌طور که او بعداً توضیح داد: من با زنانی ملاقات کردم که از یک جامعه مردسالار بسیار شکست خورده بودند، آنها خود را شهروندان درجه دو می‌پنداشتند. من دنیایی از خشونت شدید علیه آنها را پیدا کردم، جایی که آنها مانند حیوانات مورد معامله قرار می‌گرفتند - نه به عنوان یک انسان. دختران به دلیل تلاش برای فرار از ازدواج‌های سوء استفاده کننده در زندان بودند. من با این زنان گریه کردم، سعی کردم آنها را بفهمم و به آنها دلداری بدهم. به به به به انگلستان برگشتم و می‌دانستم که تغییر کرده‌ام. من از تجربه خود متواضع شدم، اما احساس سپاسگزاری قوی‌تر از مادرم وجود داشت، که مرا از چنین رنجی نجات داده بود. 